# A House on the Bayou
Pour plus de détails, voir Fiche technique et Distribution.
A House on the Bayou est un film d’horreur américain, réalisé par Alex McAulay sorti en  2021.

## Fiche technique
Sauf indication contraire, les informations mentionnées dans cette section peuvent être confirmées par la base de données cinématographiques IMDb,  présente dans la section « Liens externes ».
- Titre original : A House on the Bayou
- Réalisation : Alex McAulay
- Sociétés de production :
- Société de distribution :
- Pays d'origine :  États-Unis
- Genres : horreur, thriller
- Dates de sortie : 
  - États-Unis : 19 novembre 2021

## Distribution
- Paul Schneider : John Chambers
- Angela Sarafyan : Jessica Chambers
- Jacob Lofland : Isaac
- Lia McHugh : Anna Chambers
- Doug Van Liew : Grandpappy
- Lauren Richards : Vivienne Ballard
- Rhonda Johnson Dents : Deputy Torres